# Вилијам Ратер Доз
Вилијам Ратер Доз (19. март 1799 – 15. фебруар 1868) био је енглески астроном.

## Биографија
Доз је рођен у Западном Сасексу као син Вилијама Доза, такође астронома, и Џудит Ратер.
Доз је био свештеник који је израчунао обимне мере дуплих звезда као и обавио опсервације планета. Био је пријатељ Вилијама Ласела. Носио је надимак "Око соколово". Поставио је приватну опсерваторију у својој кући у Бакингхамширу. Један од његових телескопа налази се на Опсерваторији Кембриџ.
Направио је обимне цртеже Марса у току његове опозиције 1864. године. Године 1867, Ричард Ентони Проктор је направио мапу Марса базирану на овим цртежима.
Освојио је Златну медаљу Краљевског астрономског друштва 1855. године.
Кратери на Марсу и Месецу носе име у његову част, као и шупљина између Сатурнових прстенова.
Један оптички феномен, Дозов феномен, назван је по њему.